# 増田房子
増田 房子（ますだ ふさこ、1968年1月18日 - ）は、日本の女子競歩選手。1990年、1991年時点においてはカトー産業所属。

## 成績
| 年       | 大会           | 会場       | 結果     | 補足     |
| 日本代表 | 日本代表       | 日本代表   | 日本代表 | 日本代表 |
| -------- | -------------- | ---------- | -------- | -------- |
| 1990     | アジア競技大会 | 中国、北京 | 3位      | 10 km    |
| 1991     | 世界選手権     | 東京       | 37位     | 10 km    |